# دمع الياسمين (مسلسل)
دمع الياسمين مسلسل درامي سوري من نوع الاجتماعي للمخرج شفيق محسن وللكاتب السوري مروان قاووق بدأ عرضه على قناة قناة سورية دراما في تاريخ 20يوليو سنة 2012م ويتألف المسلسل من 30 حلقة ]

## قصة المسلسل
تدور احداث هذا المسلسل في بيئة شامية حول قصة الاجتماعي التي يتكون منها هذا العمل وقد تم بناء حنكه درامية من 30 حلقة مستمره في احداث،]

## بطولة
- ناهد الحلبي
- سعد مينه
- نزار أبو حجر
- أمانة والي
- علي كريم
- علي سكر
- فاتح سلمان
- إيمان عبد العزيز
- مضهر الحكيم